# Henri Leclerc
Henri Leclerc (Saint-Sulpice-Laurière, 8 de junio de 1934 - París 31 de agosto de 2024) fue un abogado penalista francés. Fue presidente de la Liga Francesa de Derechos Humanos de 1995 a 2000 y su presidente honorario de 2000 a 2024.

## Vida

### Juventud y educación
Henri Leclerc nació el 8 de junio de 1934 en Saint-Sulpice-Laurier (Alto Vienne). Su padre era un veterano de la Primera Guerra Mundial e inspector de Hacienda, y su madre era una persona profundamente religiosa. Creció con su hermano y dos hermanas en una villa en las afueras de París. Era cuñado de Nicos Poulantzas.
Cuando Henri tenía apenas diez años, la prensa le informó de los grandes procesos injustos que se habían producido tras la liberación de Francia (en particular los de Philippe Pétain, Pierre Laval y Robert Brasillach). Quedó decepcionado por el proceso de Pierre Laval, que se desarrolló de forma lamentable, y le disgustó la pasión de los jóvenes por la injusticia, la pena de muerte y la "ley del verdugo".
Henri completó sus estudios secundarios en el Lycée Carnot, donde entabló amistad con el hijo del líder del Partido Comunista, Maurice Thorez. Se licenció en Derecho en la Facultad de Derecho de París en 1955. Henri se afilió al Partido Comunista de la Federación de Rusia durante dos años, donde llegó a vender el periódico L'Humanité en una subasta, lo que, por supuesto, provocó un conflicto con el bando opositor. Abandonó el Partido Comunista después de la intervención de la Unión Soviética en Budapest. Conoció al socialista Michel Rocard en la Facultad de Derecho y, después de un tiempo, apoyó a Martine Aubry, la Secretaria General del Partido Socialista. Este compromiso le valió el título de "abogado de los izquierdistas" en los años posteriores a las revueltas de 1968.
Henri pasó el servicio militar en Argelia. Durante este período, encontró muchas oportunidades para fortalecer sus creencias anticoloniales.

### Abogado
El 14 de diciembre de 1955, Henri juró su cargo de abogado. Estableció su primer bufete en los barrios nobles de París, pero muy pronto se trasladó a uno de los barrios más populares de París para ser accesible a todos los abogados y a todos los clientes indigentes. Comenzó su carrera como abogado con Albert Naud. Henri podía leer los expedientes judiciales (había recibido un segundo poder de Raymond Poincaré).Como abogado joven, desarrolló un apego a los objetivos que consideraba "justos". Henri lanzó un movimiento social junto al movimiento de campesinos, obreros y mineros en la Confederación Democrática del Trabajo Francesa, junto con activistas que luchaban por mejorar las condiciones de detención. Investigó y denunció las condiciones de detención en las cárceles de alta seguridad. Defendió la libertad de prensa y apoyó a los pequeños editores.
Antiguo miembro del Colegio de Abogados de París, fue presidente de la Liga Francesa de Derechos Humanos de 1995 a 2000. Henri Leclerc representó a personalidades célebres como el director del periódico Libération, el matemático Alexandre Grothendieck, Richard Roman, Lucien Léger, Michel Vaujour, François Besse, Roger Knobelspiess, Florence Rey, el Dr. Archambault, Hélène Viannay-Castel, y Dominique Strauss-Kahn (en un caso relacionado con Tristane Banon). Algunos de los casos en los que ganó son: el caso de las revueltas de mayo de 1968, los activistas independentistas de Guadalupe, la familia de un activista de izquierdas asesinado por un guardia de la fábrica Renault en 1972, el caso del Ejército Secreto de Liberación de Armenia, los iraníes que protestaban, y los activistas de la isla de Groix.
En los años 70, Leclerc se convirtió en uno de los gigantes de la abogacía de esa época, actuando junto a figuras como Robert Badinter y Georges Kiejman. Le Figaro escribió sobre él: "Los jóvenes abogados atacan los tribunales para aprender de ellos. Entre ellos, Leclerc era algo más: la filantropía deslumbrante y lo más conmovedor del Dios de Negro".

## Fallecimiento
Henri Leclerc murió a causa de un derrame cerebral el 31 de agosto de 2024 en el Hospital Paul-Brousse de Villejuif a la edad de 90 años.

### Tras su fallecimiento
Patrick Baudouin, presidente de la Liga Francesa de Derechos Humanos, declaró: "En este momento, con tristeza y con la sensación de un gran vacío... A veces se dice que nadie es irreemplazable, pero esto es falso para algunas personas, y especialmente para él. Realmente tenía un estilo muy especial. Tenía una voz muy cálida. Tan pronto como empezaba a hablar, convencía a su audiencia con su voz cálida..."
Emmanuel Daoud, quien fue su compañero en varios juicios, declaró: "Era un abogado defensor incomparable... Tenía un dominio completo de la ley y era un gran filántropo... Invirtió mucho en la defensa de los derechos humanos... No toleraba la injusticia. Siempre que se hacían acusaciones contra un abogado, él estaba a su lado".
El exministro de Justicia francés, Éric Dupond-Moretti, declaró: "Querido Henri, me repetías a menudo que si solo queda una persona, soy yo. Con su muerte, hemos perdido a un incansable defensor de las libertades, cuya motivación y talento habían influido en el Colegio de Abogados y en todo nuestro sistema judicial".
Le Figaro escribió: "Ha muerto el abogado Henri Leclerc, una figura destacada del Colegio de Abogados. Fue un acérrimo defensor de las libertades públicas y rechazó la arrogancia que amenaza a todo maestro de su oficio. La leyenda del Colegio de Abogados no despegó a pesar de haber recibido el máximo honor de Francia".

## Homenajes
La promoción 2015-2016 de la Escuela de Formación Profesional del Colegio de Abogados del Tribunal de Apelación de París (EFB), de la que es padrino, lleva su nombre, al igual que la promoción 2017-2018 del Máster 2 en Criminología de la Universidad París II Panthéon-Assas. La promoción 2022-2023 del Máster 2 en Derecho Penal y Ciencias Penales de Estrasburgo también lleva su nombre.

## Honores
- Legión de Honor[7]
- Orden de la Libertad[8]

## Las palabras
- Henri Leclerc en su entrevista con Radio France Culture: "El honor, las palabras hacen justicia."[3]
- Le Figaro escribió: "Mientras todos sus contemporáneos se despedían del mundo mortal, él comenzó a pensar en la perspectiva de la muerte. Escribió en sus memorias: 'Siento que continúo mi vida entre fantasmas', pero terminó este escrito de la siguiente manera: 'Creo en la llegada de la mañana'."[4]

## Publicaciones
- Lucha por la justicia, Discovery Editions, 1994.
- Medios de comunicación y justicia, con Jean-Marc Théolleyre, CFPJ, 1996.
- Defensa, con W.-H. Fridman, Editorial EDP Sciences, 2002.
- Código penal, Astana Editions, 2005.
- Entrevista a Henri Leclerc, por Christophe Perrin y Laurence Gunn, La trayectoria profesional de los abogados, Blue Rider Editions, 2010.
- Palabras y acciones, Fayard, 2017.

## Cinematografía
- La serie documental Pasos franceses dedicó 5 episodios a su nombre: Henri Leclerc, película de 52 minutos escrita y dirigida por Rémy Lainé y coproducida por France 5 / Campaña del Primer Instituto Nacional del Audiovisual (INA); producción de Carol Béniamino; emitida el 28 de septiembre de 2008.
- Henri Leclerc aparece en el documental[9] de 2014 Sobre los tejados de Nicolas Drolc, que se estrenó. Cuenta la historia del proceso de los rebeldes en la prisión de Nancy el 8 de junio de 1972.